# Střítež, Pelhřimov
Střítež là một làng thuộc huyện Pelhřimov, vùng Vysočina, Cộng hòa Séc.